# Wizja świętego Pawła
Wizja świętego Pawła – utwór prozatorski w języku polskim z przełomu XV i XVI wieku, opisujący apokryficzną historię o uniesieniu św. Pawła w zaświaty.
Rękopis, zniszczony podczas II wojny światowej, liczył 64 karty doszyte do inkunabułu pt. Rationale divinorum officiorum. Znajdowały się tam również inne teksty polskie i łacińskie. Dzieło przechowywane było w Bibliotece Krasińskich w Warszawie.
Utwór jest anonimowym przekładem fragmentu apokryfu Visio Pauli z IV wieku. Napisany jest prozą, częściowo rymowaną. Tłumaczenie zostało zapisane pod koniec XV w. lub na początku XVI. Tekst opowiada o uniesieniu św. Pawła w zaświaty, gdzie prowadzony przez Archanioła Michała ogląda piekło i męki potępionych. Dalszą część utworu zapisano po łacinie.